# Repülőtéri meteorológia
Hiába a repülés a legmodernebb közlekedési ág, ez függ legjobban az időjárástól. Ezek közül is a legveszélyesebb a fel- illetve leszállás, mivel a magasban többnyire robotpilóta vezeti a gépet, és akkora magasságokban nincs kitéve a repülő az időjárásnak.

## A repülőtéri meteorológiai állomás
A nagyobb repülőtereken a levegő hőmérsékletét, a pálya hőmérsékletét, a szélirányt, a szélsebességet, a látástávolságot, a felhőzet magasságát, a levegő páratartalmát, a pálya síkosságát mérik. Ezek közül a legfontosabb a látástávolságnak, a szél paramétereinek és a felhőalap magasságának mérése.

## Meteorológiai mérések

### Látástávolság
Ha az utakon sűrű a köd vagy a hóesés, akkor lépésben haladnak az autók, de ugyanezt a repülőgépek nem tehetik meg, hiszen a minimális le- illetve felszállási sebesség géptől függően 150–320 km/h. Mindig a fel- vagy leszálló gép vezetője dönti el, hogy nekivág-e a műveletnek. Egy régebbi módszer szerint az irányítótoronyból látható tárgyak távolságát adták meg (kémény, toronyház stb.). Ezért fel is térképezték a repülőterek környékét, hogy tudják, a jellegzetes építmények milyen messze vannak. Az irányító kikereste a legtávolabbit, ami látszott, és bemondta annak távolságát. A módszer hibája, hogy így a láthatóság erősen szubjektív: függ a köd, hóesés sűrűségén kívül az objektum színétől, és hogy éjszaka vagy nappal van, gyakran pedig az irányítótorony messzebb van a kifutópályától, így lehet, hogy a toronyban napsütés van, a pályán pedig köd. A másik módszer szerint kiment valaki a leszállópályához, és megnézte, hogy a szegély-jelző lámpák közül mennyi látszik még. Ennek a hibája, hogy ez is szubjektív, fárasztó kisétálni és vissza, és a köd akár percenként is változhat, így mire visszaér a toronyba az irányító, lehet, hogy nem is aktuális az adat. Előfordult, hogy a pilóta nagyon indult volna már, és több lámpát vélt látni, mint a biztonságért felelős irányító.
Végül megszületett a látástávolság-mérő műszer. Ez két részből áll, egymástól néhány méterre a leszállópálya mellé állítják őket. Az egyik része a fényszóró, amely pontosan a másikban elhelyezett érzékelőre világít. Minél nagyobb a köd vagy a hóesés, annál kevesebb fény jut el az érzékelőig. A műszer a mért értéket látástávolságra átszámítva jelzi az irányítótoronyban. A leszállni kívánó gépeket rádión tájékoztatják az adatokról, és a pilóta eldönti, hogy egyáltalán megkísérli-e a leszállást. Hivatalos előírások szabályozzák a repülőgép és az irányítóberendezéstől függően azt a határértéket, amitől még elvégezhető a manőver. Ha a látótávolság 1500 méter alá csökken, akkor meg kell adni a kifutópálya menti látótávolságot (Runway Visual Range, RVR). Az RVR az a távolság, amelyről még felismerhetők a kifutópálya jelzései, illetve láthatók a pályafények. Mindig három helyről közölnek adatokat (küszöb, a kifutópálya közepe, a futópálya vége). Látótávolságnál az adatokat méterben, illetve függőleges látás esetén lábban adják meg.

### Szél

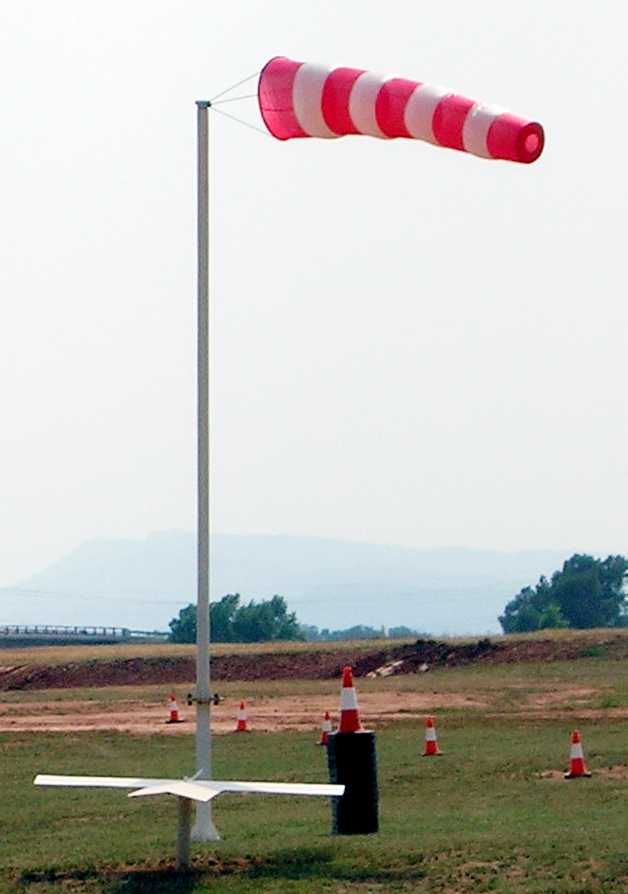
Szélzsák, a repülőtér jellegzetessége

Nem feltétlenül akadályoz, a szembeszél kifejezetten hasznos a le- és felszállásnál, hiszen csökkenti a talajhoz viszonyított sebességét a repülőknek. Persze az orkán erejű szél, még ha jó irányból is fúj, felboríthatja vagy egymáshoz lökheti a repülőket. Fontos, hogy a repülők a méreteikhez képest könnyűek!
A kifutópályákat is igyekeznek az uralkodó szél irányába építeni. Ezen felül a talaj közelében a szél nem egyenletesen fúj, hanem a különböző akadályokat kikerülve örvénylik, így az alacsonyan, kis sebességgel felszálló gépeket nehezen lehet egyenesben tartani. A hátszelet elkerülni egyszerűen lehet: ellenkező irányba fordulnak a gépek, ez a váltás akár óránként is megtörténhet. Az oldalról fújó szél kellemetlenebb, ezért gyakran építenek két-három, egymást keresztező kifutópályát a repülőtereken. (Ferihegyen két párhuzamos van, ez a hátrány nem okozott eddig jelentősebb problémát.)
A szélnyírás a szél irányának hirtelen megváltozása. A repülő erős szembeszélbe kerül, majd a szél pillanatok alatt megváltozik hátszéllé, és lecsökkenti a gép levegőhöz viszonyított sebességét. Ez a repülőtereken okoz gondot, de a repülőkön mérik radar segítségével. Szélmérés a klasszikus műszerekkel történik: ”szélkakas”, kanalas szélsebességmérő, szélzsák. Szélmérő minden kifutópálya mellett van, a talaj közelében és néhány tíz méter magasan is. Az eredmény beérkezik az irányítókhoz, ahol számítógép átlagolja az ingásokat és visszamenően megjegyzi a széllökések nagyságát.

### Felhőzet
A harmadik legfontosabb mérendő a felhőzet magassága. Ha alacsonyan van a felhőzet, akkor hiába nincs köd, a pilóta csak pár másodperccel a leszállás előtt látja meg a kifutót, és ezen rövid idő alatt kell korrigálnia. Ezért is nem elég megbecsülni a felhőzet magasságát, méterre pontos adat kell.
Mérése: Egy reflektor függőlegesen felfelé világít (fényoszlop), ahol ez eléri a felhőzetet, fényfoltot hagy, aminek a magasságát a fényforrástól távolabb állva egy szögmérő segítségével megállapíthatjuk.  (Fényfolt, megfigyelő, fényforrás: derékszögű háromszög)
A valóságban ez teljesen automatikus, az érzékelő keresi a fényfoltot és kiszámolja szög segítségével a magasságot, és az eredményt eljuttatja a toronyba.

### Síkosság
Az autósoknak gyakran hetekbe telik, míg átszoknak a téli időjárásból a nyáriba. A pilóták gyakran repülnek télből-nyárba (pl.: Helsinki-Athén) vagy fordítva, ezért nehéz „átszokniuk” a viszonyokra. Ezért fontos a számszerűsített adat, hogy pontosan tudják mire számíthatnak. A pilóták a pálya síkosságához igazítják a földetérés utáni fékezés és kormányzás stílusát. Régebben ezt az irányító szubjektíven mérte pl: ”mérsékelten csúszós”. De nem biztos, hogy a pilóta is ugyanazt érti ez alatt, mint az irányító.
Ezért külön erre a célra készített öt kerekes autót használnak a mérésre. A négy kerék ”sima”, az ötödiket állandóan annyira fékezik, hogy a éppen megcsússzon. Minél síkosabb a pálya, annál kisebb erejű fékezés hatására csúszik meg a kerék. A kocsi végigfut a pályán és a számítógép máris közli az adatokat szakaszonként, vagy az egész pályára. Ez a művelet elég gyors, mivel az autónak tényleg csak végig kell szaladnia a pályán.

## Érdekességek
- A pilóták a le- és felszállás előtt megkapják a repülőtér teljes meteorológiai jelentését. (hőmérséklet, szél, látástávolság, felhőzet magasság, pálya síkosság, légnyomás). Kisebb repülőtereken ezt az irányító olvassa be rádión, de ott, ahol percenként követik egymást a le- és felszállások, erre nincs ideje. Ezért automatikus rádióadón szereltek a toronyba, ami végtelenítve sugározza a meteorológiai jelentést. Ez az ATIS (Automatic Terminal Information System). Az adást mindig újabbra cserélik, ha egy fontos adat megváltozik.
- Ha az időjárás miatt nem tud Ferihegyen leszállni egy repülő, általában Debrecenbe, Sármellékre, Bécsbe vagy Pozsonyba küldik. A Sármellékre küldött gép ott csak várakozik, amíg megváltozik az idő és utána repül tovább Ferihegyre.
- A repülőterek tervezésekor is elsősorban meteorológiai adatokat vesznek figyelembe, hogy egyáltalán alkalmas-e az a terület repülésre, és a fő épületeket is ezek alapján határozzák meg. Például, hogy a kifutópálya a gyakori széllel szembe épüljön.

## Ferihegy

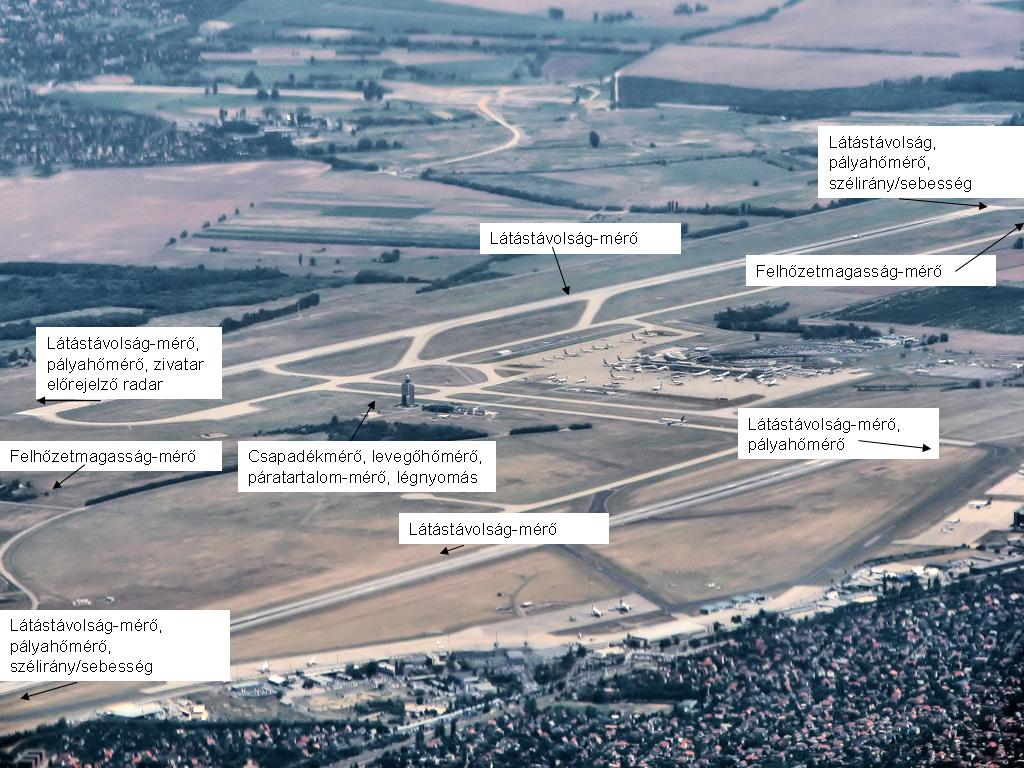
Ferihegyi meteorológiai műszerek

A Budapest Liszt Ferenc nemzetközi repülőtér az infrastrukturálisan közepesen fejlett repülőterek közé sorolható, megtalálhatók rajta a kötelező műszerek, továbbá egy zivatarok mozgásának figyelésére használt csapadékradar, és egy műszerkert is. Itt a két futópálya párhuzamos, ami nem szerencsés a szél irányának változását figyelembe véve. Korábban a két kifutó közti gurulóút is leszállópálya volt, de azt a nagy gépek nem tudják használni, rövidsége miatt. Pályahőmérő a futópályák két végén, felhőalap-magasságmérő és szélmérő pedig a repülőtér két végén (délkelet és északkelet) található.